# 카르멘산뒤쥐
카르멘산뒤쥐(Sorex milleri)는 땃쥐과에 속하는 포유류의 일종이다. 멕시코의 고유종이다.